# Tala Birell
Cet article possède un paronyme, voir Birrell.
Tala Birell est une actrice américaine d'origine allemande, née Natalie Bierl le 10 septembre 1907 à Bucarest (Roumanie), morte le 17 février 1958 à Landstuhl (Rhénanie-Palatinat, Allemagne).

## Biographie
Née à Bucarest (où son père homme d'affaires est alors en poste), elle est éduquée à Berlin puis débute au théâtre en Allemagne et en Autriche (sa mère est d'ascendance autrichienne), adoptant au passage le pseudonyme de Tala Birell. En particulier, elle est la doublure de Marlene Dietrich lors de la revue Es liegt in der luft (musique de Mischa Spoliansky), créée à Berlin en 1928, avant de la remplacer quand la production se poursuit en tournée jusqu'en 1929.
Elle entame sa carrière au cinéma en tenant un petit rôle dans le film muet allemand On ne badine pas avec l'amour de Georg Wilhelm Pabst (avec Werner Krauss et Lili Damita), sorti en 1926. Jusqu'en 1930, elle contribue à deux autres films allemands (sortis en 1927 et 1931), ainsi qu'à un film autrichien (sorti en 1930). S'y ajoute le film britannique Menschen im Käfig (en) d'Ewald André Dupont (1930, avec Conrad Veidt, version allemande de Cape Forlorn (en)).
Fin 1930, elle part tenter sa chance aux États-Unis, où son premier film américain est Liebe auf Befehl (sorti en 1931, avec Olga Tchekhova), version allemande de The Boudoir Diplomat (en) de Malcolm St. Clair, le tout produit par Universal Pictures. En 1932, un contrat avec cette compagnie lui permet de tourner ses deux films américains suivants, The Doomed Battalion (1932, avec Luis Trenker) et Nagana (1933, avec Melvyn Douglas).
L'échec de ces films met un terme au contrat pré-cité et jusqu'en 1948, elle contribue à trente-quatre autres films américains (notamment de série B) produits par divers studios, dont Columbia Pictures et Universal à nouveau. Mentionnons Crime et Châtiment de Joseph von Sternberg (1935, avec Peter Lorre et Edward Arnold), L'Impossible Monsieur Bébé d'Howard Hawks (1938, avec Katharine Hepburn et Cary Grant), Le Chant de Bernadette d'Henry King (1943, avec Jennifer Jones dans le rôle-titre), ou encore Passion immortelle de Clarence Brown (1947, avec Katharine Hepburn et Paul Henreid).
Toujours aux États-Unis, Talia Birell poursuit ses activités au théâtre et joue entre autres à Broadway (New York) dans deux pièces, la première en 1934. La seconde est My Dear Children, mise en scène par Otto Preminger et avec John Barrymore, représentée 117 fois courant 1940, année où elle obtient la citoyenneté américaine.
Après ses deux derniers films américains — ultimes prestations au cinéma — sortis en 1948 (dont Femmes dans la nuit, avec Richard Loo et Virginia Christine), elle retourne en Allemagne et continue de s'y produire au théâtre. De plus, elle organise dans les années 1950 des spectacles pour l'armée américaine d'occupation.
Tala Birell apparaît à la télévision dans deux séries en coproduction, Orient Express (en) (un épisode tourné à Munich, 1953) et Flash Gordon (un épisode tourné à Berlin, 1955).
Elle meurt prématurément d'un cancer en 1958.

## Filmographie complète

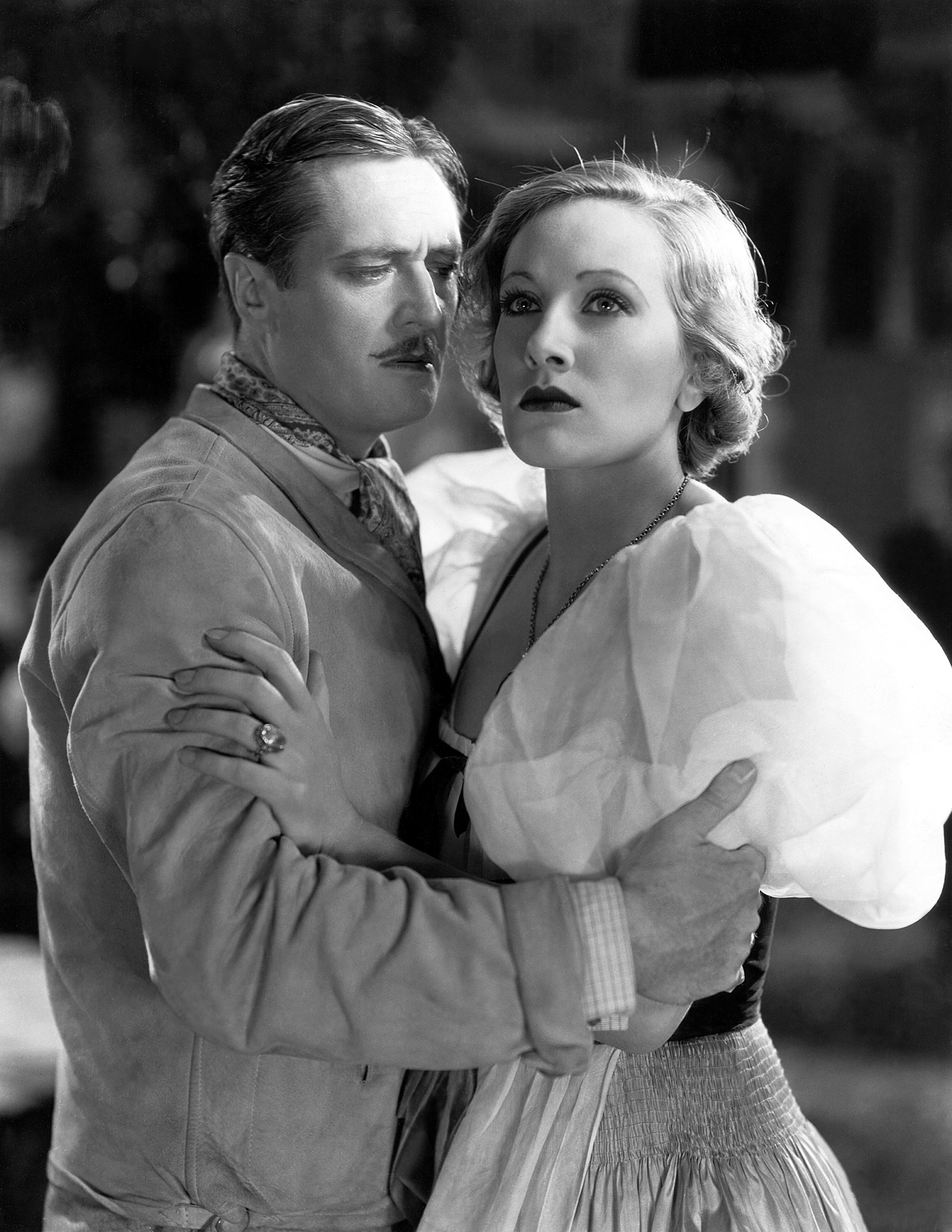
Avec Edmund Lowe, dans Un rêve à deux (1933, photo promotionnelle)

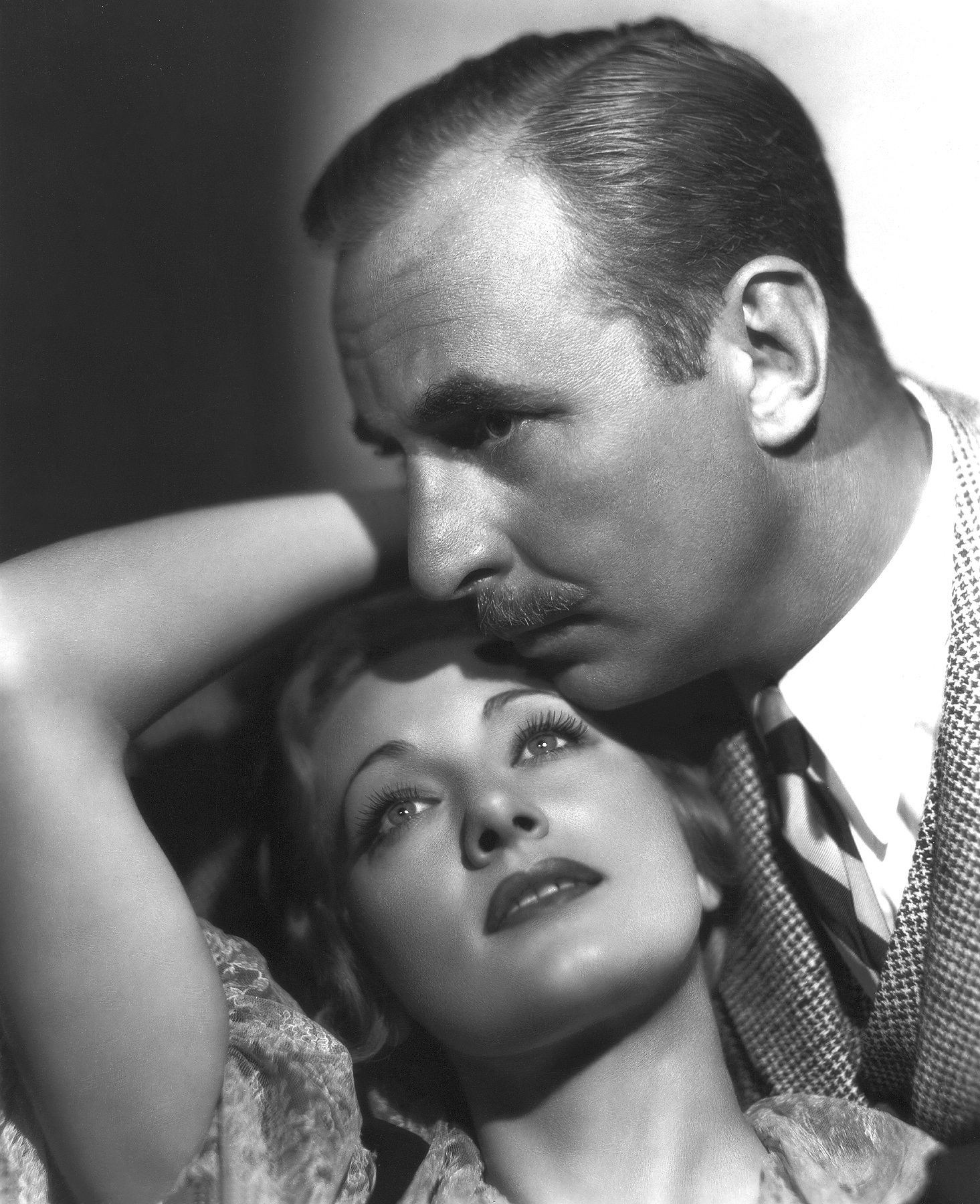
Avec Douglass Dumbrille, dans Crime et Châtiment (1935, photo promotionnelle)

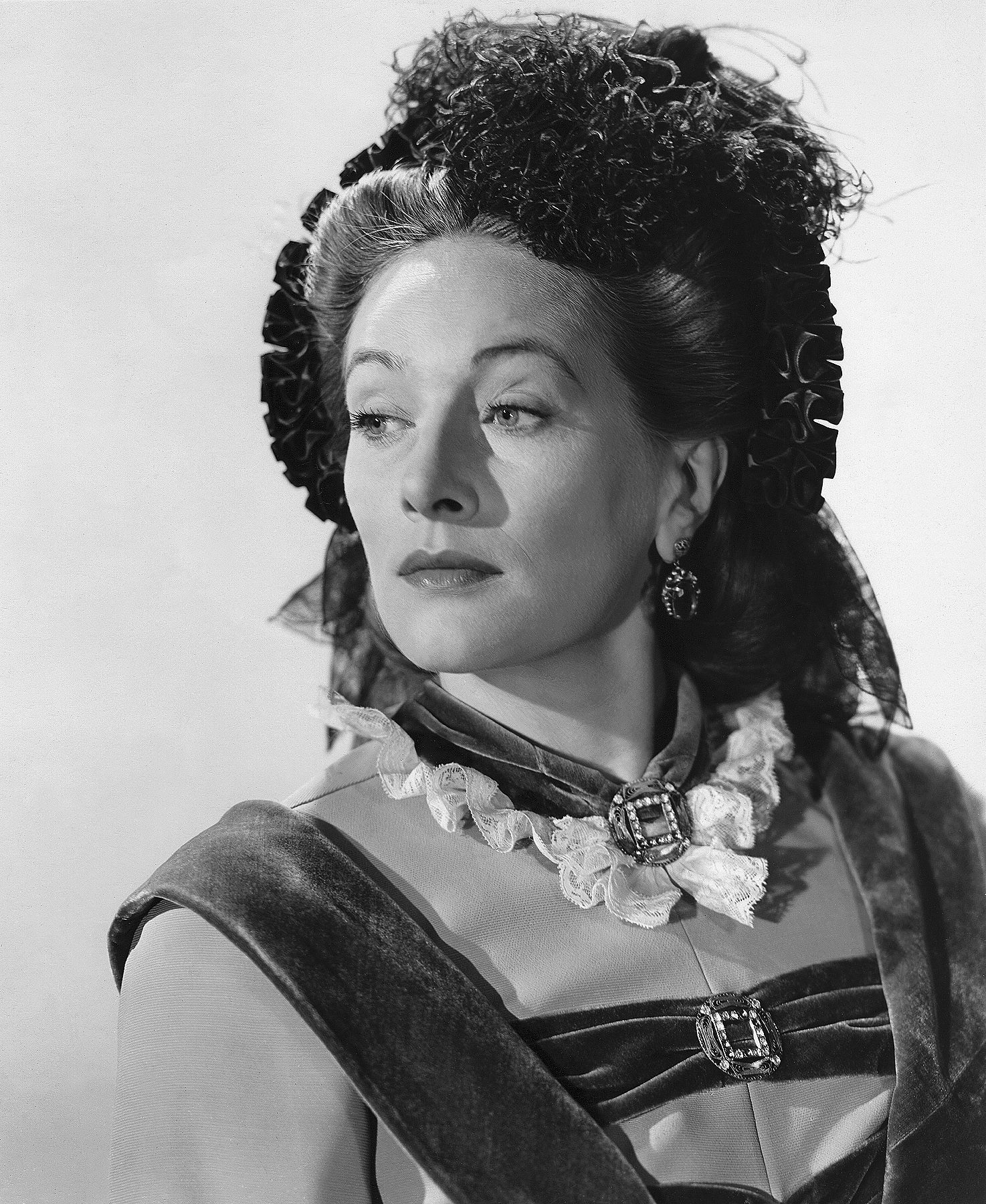
Dans Le Chant de Bernadette (1943, photo promotionnelle)

### Au cinéma
Période européenne (1926-1931)
- 1926 : On ne badine pas avec l'amour (Man spielt nicht mit der Liebe) de Georg Wilhelm Pabst (film allemand)
- 1927 : Ich habe im Mai von der Liebe geträumt de Franz Seitz Sr. (film allemand)
- 1930 : Die Tat des Andreas Harner d'Alfred Deutsch-German (film autrichien)
- 1930 : Menschen im Käfig d'Ewald André Dupont (film britannique, version allemande de Cape Forlorn, mêmes réalisateur et année de sortie)
- 1931 : Meine Cousine aus Warschau de Carl Boese (film allemand)

Période américaine (1931-1948)
- 1931 : Liebe auf Befehl d'Ernst L. Frank et Johannes Riemann (version allemande de The Boudoir Diplomat de Malcolm St. Clair, sorti en 1930)
- 1932 : The Doomed Battalion de Cyril Gardner
- 1933 : Nagana d'Ernst L. Frank
- 1933 : Un rêve à deux (Let's Fall in Love) de David Burton
- 1934 : Le capitaine déteste la mer (The Captain Hates the Sea) de Lewis Milestone
- 1935 : Le Rêve de Monte-Carlo (Let's Live Tonight) de Victor Schertzinger
- 1935 : The Lone Wolf Returns de Roy William Neill
- 1935 : Crime et Châtiment (Crime and Punishment) de Joseph von Sternberg
- 1935 : Air Hawks (en) d'Albert S. Rogell
- 1935 : Spring Tonic de Clyde Bruckman
- 1936 : White Legion de Karl Brown
- 1937 : Blonde dynamite (She's Dangerous!) de Lewis R. Foster et Milton Carruth
- 1937 : As Good as Married d'Edward Buzzell
- 1938 : L'Impossible Monsieur Bébé (Bringing Up Baby) d'Howard Hawks
- 1938 : Invisible Enemy de John H. Auer
- 1938 : Josette et compagnie (Josette) d'Allan Dwan
- 1942 : Forçats contre espions (Seven Men from Alcatraz) d'Edward Dmytryk
- 1943 : Le Défilé de la mort (China) de John Farrow
- 1943 : L'Île des péchés oubliés (Isle of Forgotten Sins) d'Edgar G. Ulmer
- 1943 : One Dangerous Night de Michael Gordon
- 1943 : Le Chant de Bernadette (The Song of Bernadette) d'Henry King
- 1944 : Make Your Own Bed de Peter Godfrey
- 1943 : Femmes enchaînées (Women in Bondage) de Steve Sekely
- 1944 : Prisonniers de Satan (The Purple Heart) de Lewis Milestone
- 1944 : Voyage sans retour (Till We Meet Again) de Frank Borzage
- 1944 : Madame Parkington (Mrs. Parkington) de Tay Garnett
- 1944 : Le Créateur de monstres (en) (The Monster Maker) de Sam Newfield
- 1945 : Jungle Queen de Lewis D. Collins et Ray Taylor (serial)
- 1945 : Girls of the Big House de George Archainbaud
- 1945 : The Power of the Whistler de Lew Landers
- 1945 : Les Yeux qui tuent (The Frozen Ghost) de Harold Young
- 1946 : Dangerous Millions de James Tinling
- 1947 : Passion immortelle (Song of Love) de Clarence Brown
- 1947 : Philo Vance's Gamble de Basil Wrangell
- 1947 : Philo Vance's Secret Mission de Reginald Le Borg
- 1948 : Femmes dans la nuit (Women in the Night) de William Rowland
- 1948 : Homicide for Three (en) de George Blair

### À la télévision (séries)
- 1953 : Orient Express
  - Saison unique, épisode 1 Red Sash de Steve Sekely
- 1955 : Flash Gordon
  - Saison unique, épisode 34 Death in the Negative

## Théâtre (sélection)
- 1928-1929 : Es liegt in der luft, revue, musique de Mischa Spoliansky, lyrics et livret de Marcellus Schiffer (à Berlin — comme doublure de Marlene Dietrich — puis en tournée)
- 1934 : Order Please, pièce d'Edward Childs Carpenter et Walter Hackett (à Broadway)
- 1940 : My Dear Children, pièce de Catherine Turney et Jerry Horvin, mise en scène d'Otto Preminger, avec John Barrymore (à Broadway)

## Note et référence
1. ↑  D'après Classic TV Archive.